# Hans Wieslanders Stipendiefond
Rektor emeritus, professor Hans Wieslanders stipendiefond för innovativ forskning vid Linnéuniversitetet är en svensk stiftelse, som instiftades 1999 som gåva till universitetet och professor Hans Wieslander på hans 70-årsdag. Ett stipendium på 10 000 kr skall utdelas vartannat år till enskilda personer eller grupper. Ändamålet är att uppmärksamma och hedra innovativ forskning inom vilket ämnesområde som helst som finns representerat vid Linnéuniversitetet. Rektor, tillika styrelseledamot, äger att samråda med institutionerna och föreslå stipendiater till stipendiekommittén för granskning och beslut.

## Stipendiater
Stipendiet har delats ut vartannat år sedan 2002 vid universitetets stipendiehögtid. Mottagare av stipendiet:
2002 Andrei Khrennikov,  professor i matematik, institutionen för matematik och systemteknologi. Han tilldelades stipendiet för sin internationellt framgångsrika flervetenskapliga forskning inom tillämpad matematisk modellering, med inriktning bland annat på kvantdatorer och kognitiv vetenskap .
2004 Jan Ekberg och Harald Niklasson, professorer i nationalekonomi, CAFO (Centrum för arbetsmarknadspolitisk forskning). Jan Ekberg tilldelades stipendiet för sin framgångsrika och nydanande forskning inom migration och arbetsmarknad,  både på nationell och internationell nivå, medan Harald Niklasson tilldelades stipendiet för sin unika och framgångsrika forskning inom arbetsmarknadsekonomi.
2006 Karin Dahlberg, professor i vårdvetenskap, och Tapio Salonen, professor i socialt arbete, IVOSA (Institutionen för vårdvetenskap och socialt arbete). De tilldelades stipendiet för sin framgångsrika och nydanande forskning utöver traditionella disciplingränser vad gäller vilka värden som skall styra vårdformerna inom välfärdssamhället i framtiden.
2008 Welf Löwe, professor i datalogi, institutionen för matematik och systemteknologi. Han tilldelades stipendiet för sin framgångsrika och nydanande forskning inom objektorienterad programmering av komplexa mjukvarukomponenter, vilket gör det möjligt att konstruera system med återanvändningsbara komponenter .
2010 Joakim Goldhahn, professor i arkeologi, institutionen för kulturvetenskaper. Han tilldelades stipendiet för att mångsidigt och skickligt ha belyst arkeologins utveckling och resultat i nordiskt och globalt sammanhang .
2012 Per Gerrevall, professor i pedagogik, dekan för lärarutbildningsnämnden. Han tilldelades stipendiet för att synnerligen skickligt och innovativt ha bidragit till att utveckla den praktiska och vetenskapliga lärarutbildningen vid Linnéuniversitetet till en modern och högkvalitativ utbildning .
2014 Marie Johansson, professor i träbyggnadsteknik, institutionen för byggteknik. Hon tilldelades stipendiet för att hon genom sin forskning och sitt engagemang i den nationella satsningen kring Bioinnovationer synnerligen framgångsrikt har bidragit till utvecklingen av området träbyggnadsteknik .
2016 Darek Haftor, professor i informatik, institutionen för informatik. Han tilldelades stipendiet för sina insatser inom forskningen kring ekonomiskt värdeskapande från digitala teknologier och digital information . 
2018 Magnus Hagevi, professor i statsvetenskap, institutionen för samhällsvetenskap. Han tilldelas stipendiet för sin framgångsrika och nydanande forskning om politiska beteenden, politisk opinion och partier, med ett speciellt fokus på samspelet mellan religiös och politisk förändring.  
2020     Basim Al-Najjar, professor i systemekonomi, institutionen för maskinteknik. Han tilldelas stipendiet för sin framgångsrika och innovativa forskning om intelligenta underhållssystem som bidrar till ökad effektivitet, minskade kostnader och bättre arbetsmiljö inom industri. 
2022    Anna Sandgren, docent i vårdvetenskap, fakulteten för hälso- och livsvetenskap, tilldelas stipendiet för forskning inom samskapande palliativ vård och uppbyggande av palliativt centrum  Palliativt centrum involverar patienter, närstående och vårdens aktörer på ett nyskapande sätt.  Med patienten i centrum samverkar Anna brett inom området såväl regionalt som nationellt och Internationellt.    